# Sídliště Velká Ohrada

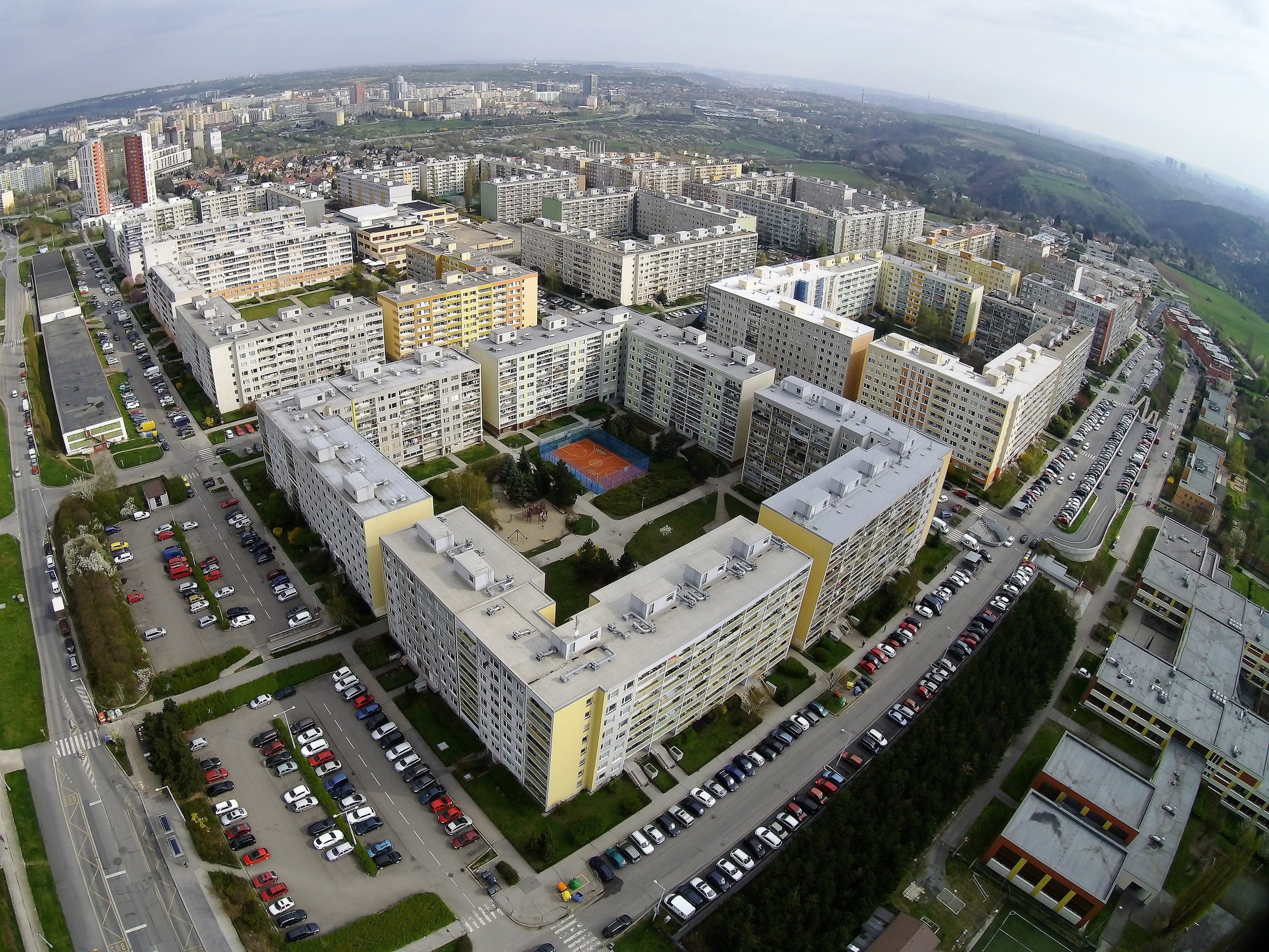
Sídliště z jihozápadu

Sídliště Velká Ohrada je část Jihozápadního Města v Praze-Stodůlkách. Bylo vybudováno v letech 1988–1998 východně od Velké Ohrady a jižně a jihozápadně od Malé Ohrady. Bylo navržené pro 13 tisíc obyvatel.

## Popis
Jeho základ tvoří 9 čtvercových bloků panelových domů s vnitrobloky, uspořádaných do velkého čtverce, kolem nějž se nachází několik dalších bloků a areály škol a školek. Severozápadně od středu sídliště jsou čtverce bloků přerušeny obchodním centrem, v jihovýchodním rohu se nachází budova s poštou a lékárnou. Autory této paladiánské koncepce byli Jan Bočan a Zdeněk Rothbauer.
Názvy ulic na sídlišti Velká Ohrada nesou jména českých lékařů žijících ve 20. století. Ze severní, východní a jižní strany obchází panelové bloky sídliště ulice Janského, na západní straně ho ohraničuje ulice Bašteckého. Západně od ulice Bašteckého vede ulice Červeňanského, po níž jsou vedeny autobusové linky k otočce Velká Ohrada; obě ulice jsou od sebe odděleny pásem parkovacích domů a parkovišť. V severojižním směru rozdělují sídliště ulice Drimlova a na ni za obchodním centrem navazující Prusíkova a ulice Kurzova, v západovýchodním směru je protínají ulice Borovanského a Přecechtělova. Na třech křižovatkách uvnitř sídliště se nacházejí kruhové objezdy, které jsou využívány i k parkování. Vnitřní ulice nejsou v celé délce průjezdné, ale jsou otočkami rozděleny na soustavu krátkých obslužných slepých ulic. Školy a školky jsou umístěny vně vlastního útvaru sídliště, a to na jižní a východní straně, u ulic Klausova, Netouškova a Herčíkova. Na severní straně odděluje sídliště Velká Ohrada a Malou Ohradu ulice Tlumačovská, po níž je rovněž vedena závlekem přes otočku Nad Malou Ohradou městská autobusová doprava.

## Galerie

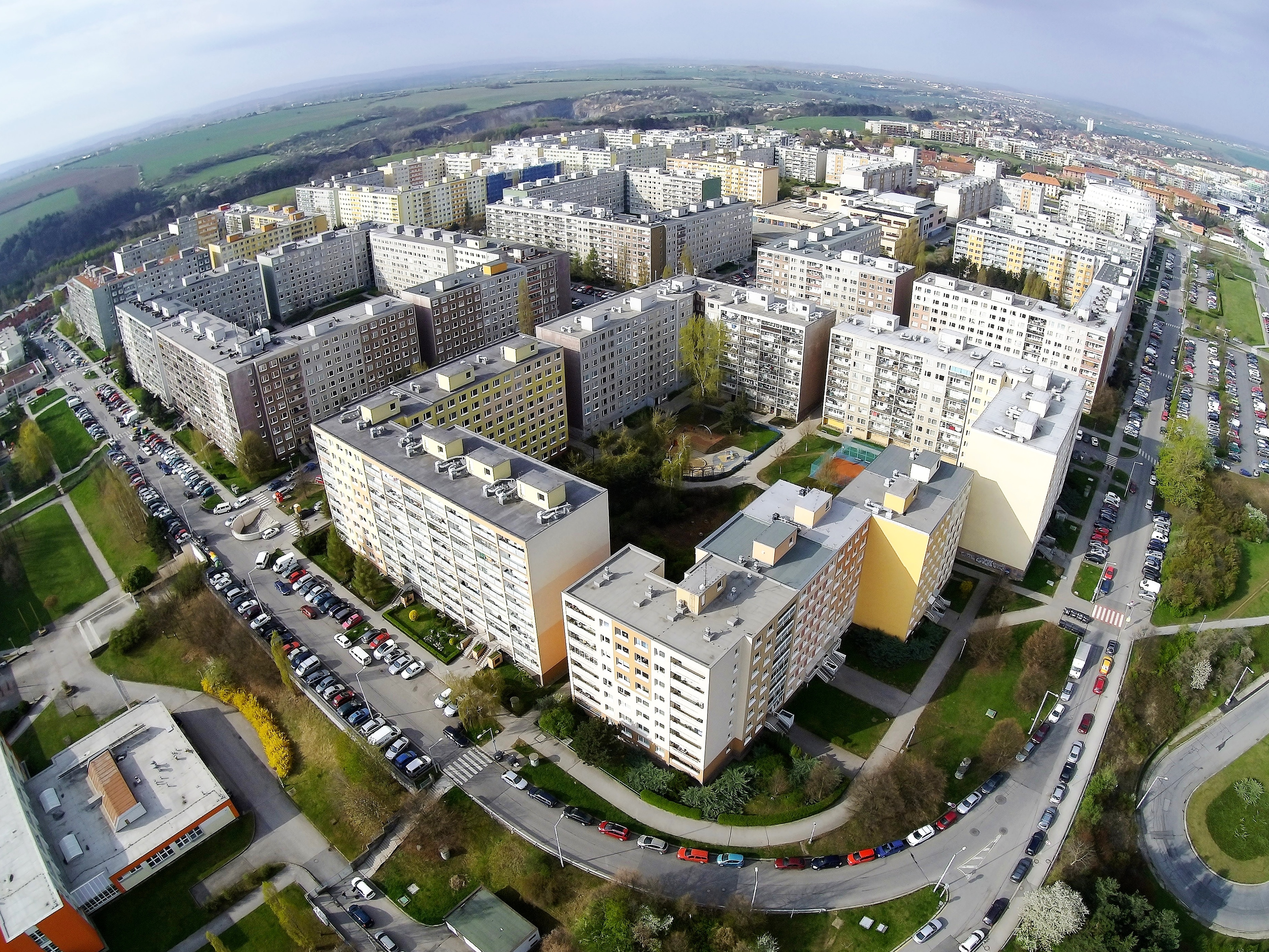
Pohled ze severovýchodu
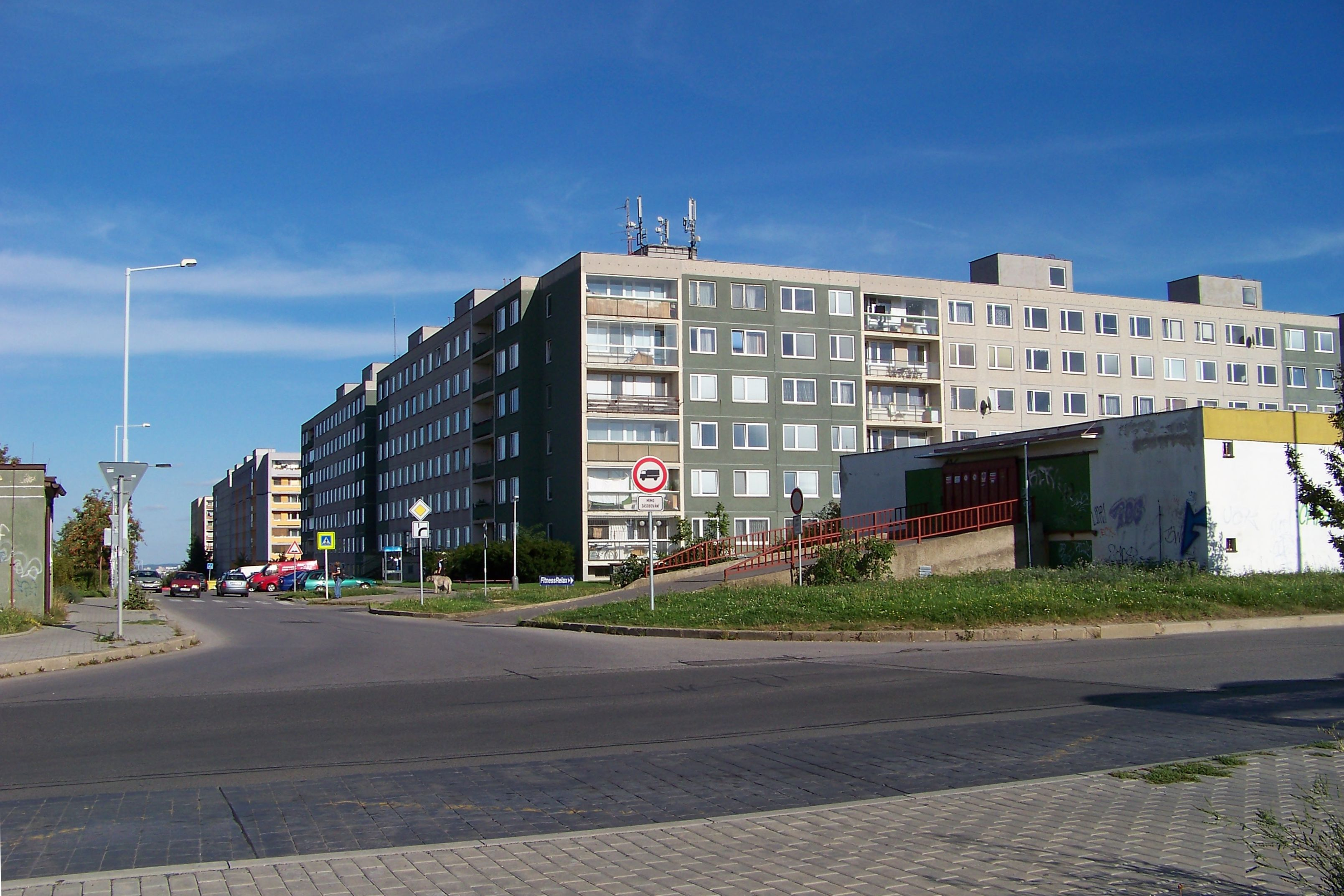
Pohled ze severozápadu
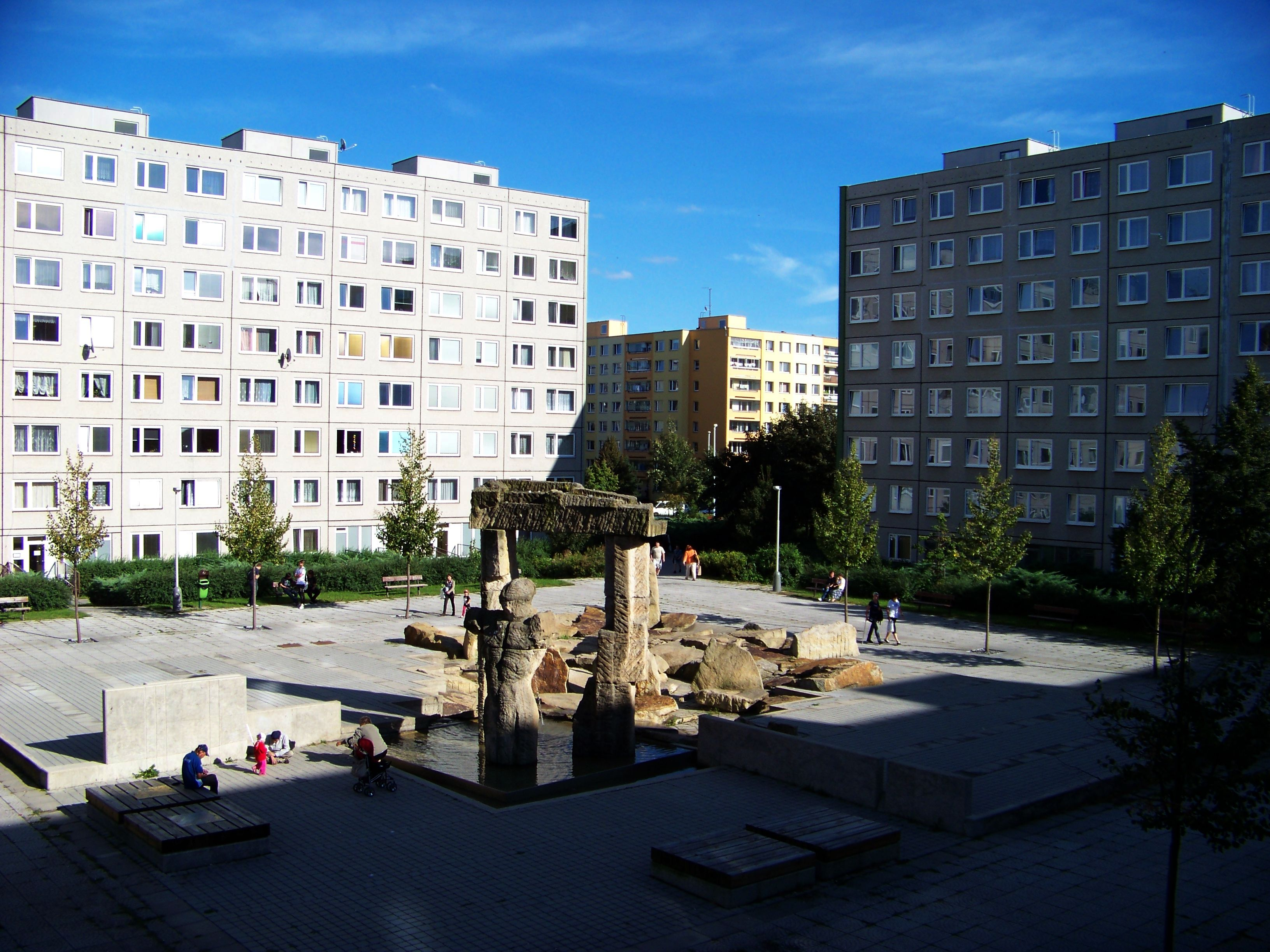
Vnitřek sídliště
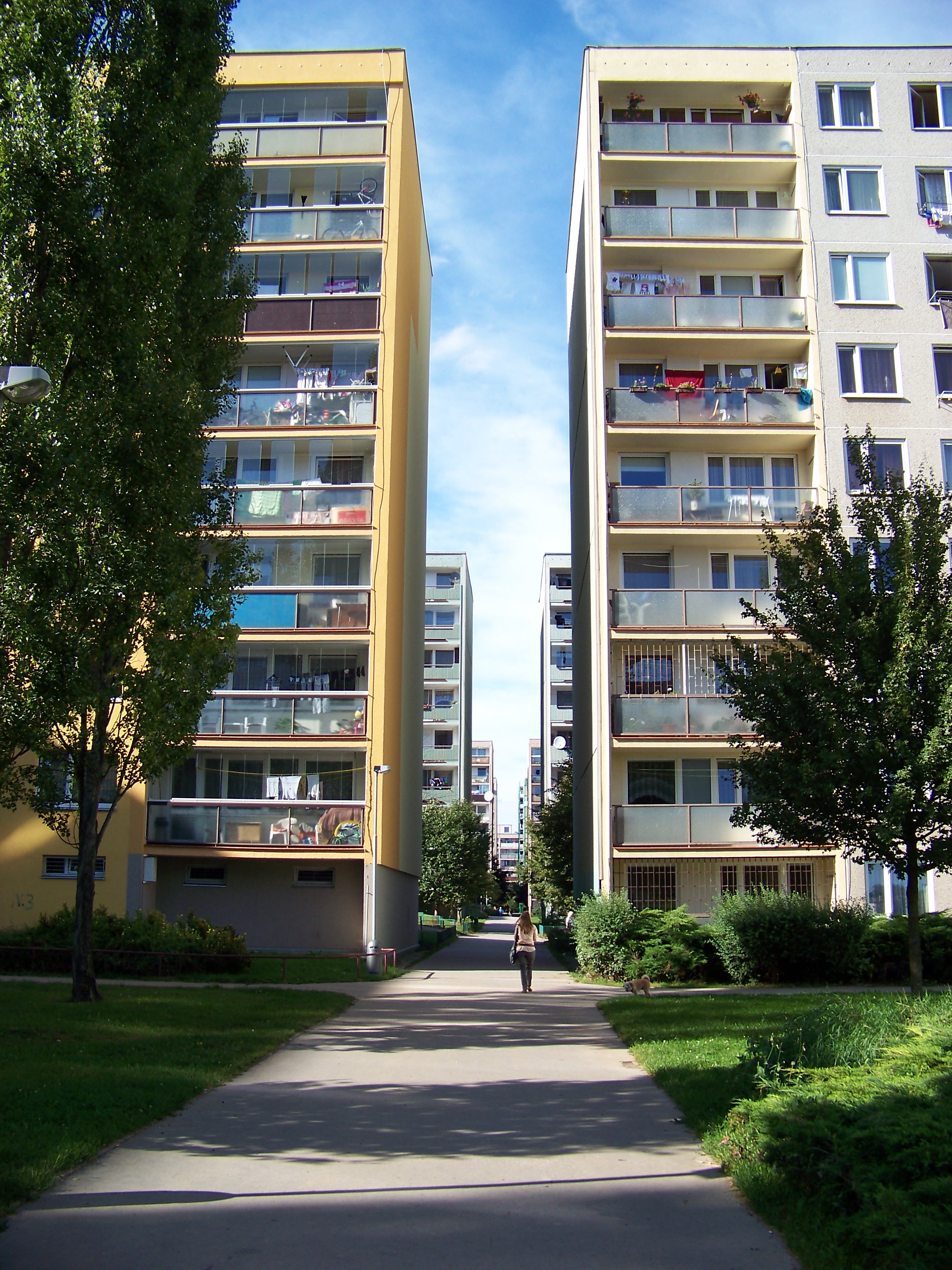
Průchod východními bloky